# Daniel Schnyder
Daniel Schnyder (Zurigo, 21 giugno 1985) è un ex hockeista su ghiaccio svizzero.

## Carriera
Fratello minore di un altro hockeista, Stefan Schnyder, come lui è cresciuto nelle giovanili del GCK Lions, con cui ha esordito in Lega Nazionale B nella stagione 2001-2002.
È poi passato (dal 2004) all'altra compagine zurighese, il ZSC Lions, con cui ha giocato tutto il resto della sua carriera ad eccezione di alcuni ulteriori incontri giocati nel corso degli anni nuovamente col GCK Lions, che dello ZSC è squadra satellite.
In carriera ha vinto per tre volte il campionato svizzero (2007-2008, 2011-2012 e 2013-2014), mentre a livello di coppe internazionali, una Champions Hockey League ed una Victoria Cup.

## Palmarès
- Campionato svizzero: 3

ZSC Lions: 2007-2008, 2011-2012 e 2013-2014
- Champions Hockey League: 1

ZSC Lions: 2008-2009
- Victoria Cup: 1

ZSC Lions: 2009